# Кусацький сільський округ
Куса́цький сільський округ (каз. Құсақ ауылдық округі, рос. Кусакский сельский округ) — адміністративна одиниця у складі Актогайського району Карагандинської області Казахстану. Адміністративний центр — село Кошкар.
Населення — 373 особи (2021; 630 у 2009, 969 у 1999, 1342 у 1989).
Станом на 1989 рік існувала Кусацька сільська рада (села Кошкар, Молак, Сарман) ліквідованого Приозерного району. 2007 року були ліквідовані села Молак та Сорман.

## Склад
До складу округу входять такі населені пункти:
| Населений пункт | Населення, осіб (1989) | Населення, осіб (1999) | Населення, осіб (2009) | Населення, осіб (2021) |
| --------------- | ---------------------- | ---------------------- | ---------------------- | ---------------------- |
| Кошкар, село    | 1106                   | 790                    | 630                    | 373                    |
| Молак, село     | 129                    | 126                    | -                      | -                      |
| Сорман, село    | 107                    | 53                     | -                      | -                      |